# إيزولا (استديو)
إيزولا (باليابانية: 株式会社Ezo'la، بالروماجي: Kabushiki-gaisha Ezo'la) (بالإنجليزية: Ezo'la)‏ هو استوديو رسوم متحركة ياباني.

## أعمال الاستوديو

### مسلسلات أنمي تلفزيونية
| العنوان               | المخرج                          | تاريخ العرض                    | عدد الحلقات | المراجع |
| --------------------- | ------------------------------- | ------------------------------ | ----------- | ------- |
| هابي شوغر لايف        | كيزو كوساكاوا موبويوشي ناغاياما | 14 يوليو 2018 - 29 سبتمبر 2018 | 12          | [ 1 ]   |
| هل أنت مفقود؟         | نوبويوشي ناغاياما               | 2 يوليو. 2019 - 17 سبتمبر 2019 | 12          | [ 2 ]   |
| ابتسمي على منصة العرض | نوبويوشي ناغاياما               | 11 يناير 2020 - 28 مارس 2020   | 12          | [ 3 ]   |